# Pleurektomie
Pleurektomie bezeichnet die partielle oder vollständige operative Entfernung des Brustfells (Pleura). Diese Operation wird vorgenommen, wenn das Brustfell durch verschiedenartige Ursachen so verklebt ist, dass die Lungenfunktion signifikant beeinträchtigt ist. Umschriebene Pleuratumoren, wie das Pleuramesotheliom, und selten rezidivierende Pneumothoraces sind Indikationen für eine partielle oder vollständige Pleurektomie.